# Cuadrado Negro
Cuadrado Negro är en bergstopp i Antarktis. Den ligger i Sydshetlandsöarna. Argentina, Chile och Storbritannien gör anspråk på området.
Terrängen runt Cuadrado Negro är kuperad norrut, men västerut är den platt. Havet är nära Cuadrado Negro åt sydost. Trakten är obefolkad. Det finns inga samhällen i närheten. 